# Club Deportivo LGTBI+ Samarucs Taekwondo
El Club Deportivo LGTBI+ Samarucs Taekwondo es una sección del Samarucs València LGTB+ Club Esportiu, que se constituyó en 2021 como el primer club federado LGBT+ en taekwondo de España. Su objetivo es visibilizar el colectivo LGTBI+ dentro de las artes marciales, y ser un espacio seguro donde no se necesite ocultar la orientación sexual y la identidad de género.
El Club Deportivo LGTBI+ Samarucs nació en abril de 2003. Desde sus inicios estuvo vinculado al colectivo LGBT+ Lambda. En 2009 se constituyó como club deportivo, con diferentes secciones como fútbol, natación, montañismo, tenis o voleibol.
El club fue presentado el 16 de abril de 2021 en el Complejo Deportivo-Cultural La Petxina en la ciudad de Valencia. Al acto de presentación acudieron diversas autoridades como el presidente de la Federación de Taekwondo de la Comunidad Valenciana, Guillermo Gijón y la concejala de Deportes del Ayuntamiento de Valencia y presidenta de la Fundación Deportiva Municipal, Pilar Bernabé, así como el fundador de la iniciativa, el activista por los derechos LGBT+ Damián López.